# Andraž Reich Pogladič
Andraž Reich Pogladič, slovenski alpski smučar, * 31. maj 1993. 
Reich Pogladič je bil član kluba SD Novinar. Nastopil je na svetovnih mladinskih prvenstvih v letih 2012 in 2014, ko je dosegel svojo najboljšo uvrstitev z 18. mestoma v veleslalomu in kombinaciji. V svetovnem pokalu je nastopil na treh veleslalomih v sezonah 2013/14 in 2014/15. Debitiral je 2. februarja 2014 na tekmi v St. Moritzu, nastopil pa je še na dveh veleslalomih za Pokal Vitranc v Kranjski Gori, 8. marca 2014 in 14. marca 2015. Nikoli se mu ni uspelo uvrstiti v drugo vožnjo.